# Joshua Gatt
Joshua Gatt, né le 29 août 1991 à Plymouth (Michigan), est un joueur international américain de soccer évoluant au poste d'ailier au Gold Star FC en NISA.

## Palmarès
Molde FK
- Champion de Norvège en 2011 et 2012.
- Vainqueur de la Coupe de Norvège en 2013.